# Bazar Blå
Bazar Blå är en svensk folkmusikgrupp bestående av Johan Hedin, Björn Meyer och Fredrik Gille.
Trion albumdebuterade med Nordic City 1998, som nominerades till en grammis. Bandet tilldelades priset Danish Music Awards för bästa utländska folkmusikgrupp för sitt fjärde album Nysch (2004).
2007 spelade bandet in albumet Lost. Den dator där inspelningen förvarades blev dock stulen vid ett inbrott. Bandet lyckades emellertid lokalisera råmixen "bland gamla glasspapper i en kompis bil" och skivan gick att rädda. Den utgavs till slut 2009 och mottog goda recensioner.
Bandets musikaliska stil kännetecknas av en blandning mellan traditionell svensk folkmusik och världsmusik och benämns av bandet självt som "transglobal tripfolk". Instrument som används är nyckelharpa, bas och slagverk.
Bazar Blå komponerade musiken till den animerade kortfilmen Dorotea i dödsriket (2007).

## Diskografi

### Studioalbum
- 1998 – Nordic City
- 2000 – Tripfolk
- 2004 – Nysch
- 2009 – Lost
- 2016 – Twenty

### Livealbum
- 2003 – Live
- 2020 – Malmö 1999

## Medlemmar
- Johan Hedin - nyckelharpa
- Björn Meyer - elbas
- Fredrik Gille - slagverk